# Euphorbia nigrispina
Euphorbia nigrispina är en törelväxtart som beskrevs av Nicholas Edward Brown. Euphorbia nigrispina ingår i släktet törlar, och familjen törelväxter. Inga underarter finns listade i Catalogue of Life.